# Etzia
Etzia, artistnamn för Erica Latilda Haylett, född 28 mars 1985 i New York, är en svensk sångerska som sjunger jamaicainspirerade genrer som dancehall och reggae. Hon är uppvuxen i Göteborg och debuterade som reggaeartist 2008.
Hon började studera ekonomi efter gymnasiet, men hoppade av studierna för att satsa på musiken, bland annat inspirerad av ett besök på Jamaica 2008. Hon har därefter studerat musik på folkhögskolan The Music College i Angered och på Musikhögskolan vid Göteborgs universitet samt började köra bakom olika reggaegrupper i Göteborg.
Etzia var en av förgrundsgestalterna i musiknätverket Femtastic som verkar för att synliggöra kvinnor inom  inom hiphop och urban musikkultur.
Artistnamnet Etzia är ett namn som hennes mor funderade på att ge henne som dopnamn efter en ungdomsförälskelse till modern. Istället döptes hon till Erica efter sin far som heter Erik.
I Melodifestivalen 2017 medverkade Etzia i den andra deltävlingen, i Malmö, med låten "Up" skriven av bland andra Hanif Sabzevari och Johnny Sanchez. Bidraget kom på sjätte plats och gick inte vidare.